# Goalball nos Jogos Paralímpicos de Verão de 2016
As competições de goalball nos Jogos Paralímpicos de Verão de 2016 serão disputada entre 8 e 16 de setembro na Arena do Futuro, no Rio de Janeiro, Brasil. Serão cerca de 120 atletas, divididos em 20 times, sendo 10 equipes masculinas e 10 femininas.

## Qualificação

### Masculino
| Qualificação                         | Data                                 | Sede       | Vagas | Qualificados                               |
| ------------------------------------ | ------------------------------------ | ---------- | ----- | ------------------------------------------ |
| Anfitrião                            | 2 de outubro de 2009                 | Copenhagen | 1     | Brasil (BRA)                               |
| Copa do Mundo da IBSA de 2014        | 30 de junho – 5 de julho de 2014     | Espoo      | 2     | Finlândia (FIN) Estados Unidos (USA)       |
| Jogos Mundiais da IBSA de 2015       | 10–17 de maio de 2015                | Seul       | 3     | Lituânia (LTU) Suécia (SWE) Alemanha (GER) |
| Campeonato Europeu de 2015           | 2–11 de julho de 2015                | Kaunas     | 1     | Turquia (TUR)                              |
| Jogos Parapan-Americanos de 2015     | 7–15 de agosto de 2015               | Toronto    | 1     | Canadá (CAN)                               |
| Campeonato Asiático/Pacífico de 2015 | 5–13 de novembro de 2015             | Hangzhou   | 1     | China (CHN)                                |
| Campeonato Africano de 2015          | 29 de fevereiro - 4 de março de 2016 | Algiers    | 1     | Argélia (ALG)                              |
| Total                                |                                      |            | 10    |                                            |

### Feminino
| Qualificação                         | Data                                 | Sede       | Vagas | Qualificados                                       |
| ------------------------------------ | ------------------------------------ | ---------- | ----- | -------------------------------------------------- |
| Anfitrião                            | 2 de outubro de 2009                 | Copenhagen | 1     | Brasil (BRA)                                       |
| Copa do Mundo da IBSA de 2014        | 30 de junho – 5 de julho de 2014     | Espoo      | 3     | Estados Unidos (USA) Austrália (AUS) Turquia (TUR) |
| Jogos Mundiais da IBSA de 2015       | 10–17 de maio de 2015                | Seul       | 3     | Israel (ISR) China (CHN)                           |
| Campeonato Europeu de 2015           | 2–11 de julho de 2015                | Kaunas     | 1     | Ucrânia (UKR)                                      |
| Jogos Parapan-Americanos de 2015     | 7–15 de agosto de 2015               | Toronto    | 1     | Canadá (CAN)                                       |
| Campeonato Asiático/Pacífico de 2015 | 5–13 de novembro de 2015             | Hangzhou   | 1     | Japão (JPN)                                        |
| Campeonato Africano de 2015          | 29 de fevereiro - 4 de março de 2016 | Algiers    | 1     | Argélia (ALG)                                      |
| Total                                |                                      |            | 10    |                                                    |

## Medalhistas
| Evento               | Ouro         | Prata              | Bronze             |
| -------------------- | ------------ | ------------------ | ------------------ |
| Masculino (Detalhes) | LTU Lituânia | USA Estados Unidos | BRA Brasil         |
| Feminino (Detalhes)  | TUR Turquia  | CHN China          | USA Estados Unidos |